# Liste der Orte im Landkreis Garmisch-Partenkirchen
Die Liste der Orte im Landkreis Garmisch-Partenkirchen listet die 182 amtlich benannten Gemeindeteile (Hauptorte, Kirchdörfer, Pfarrdörfer, Dörfer, Weiler und Einöden) im Landkreis Garmisch-Partenkirchen auf.

## Systematische Liste
Alphabet der Städte und Gemeinden mit den zugehörigen Orten.
- Die Gemeinde Bad Bayersoien mit 8 Gemeindeteilen:
  - Pfarrdorf Bad Bayersoien
  - Dörfer Echelsbach und Gschwendt
  - Weiler Kirmesau und Lettigenbichl
  - Einöden Findenau, Grundbauer und Sommerhof

- Die Gemeinde Bad Kohlgrub mit 18 Gemeindeteilen:
  - Pfarrdorf Bad Kohlgrub
  - Dörfer Gagers, Kraggenau, Linden und Steigrain
  - Weiler Großenast, Grub, Hinterkehr, Jägerhaus, Rochusfeld, Sonnen, Sprittelsberg, Vorderkehr und Wäldle
  - Einöden Guggenberg, Obernau, Schönau und Windegg

- Die Gemeinde Eschenlohe mit 5 Gemeindeteilen:
  - Pfarrdorf Eschenlohe.
  - Einöden Höllenstein, Weghaus, Wengen und Wengwies

- Die Gemeinde Ettal mit 5 Gemeindeteilen:
  - Pfarrdorf Ettal
  - Kirchdorf Graswang
  - Dorf Linderhof
  - Einöden Dickelschwaig und Rahm

- Die Gemeinde Farchant mit 2 Gemeindeteilen:
  - Pfarrdorf Farchant
  - Dorf Mühldörfl

- Der Markt Garmisch-Partenkirchen mit 35 Gemeindeteilen:
  - Hauptort Garmisch-Partenkirchen
  - Kirchdorf Wamberg
  - Dörfer Griesen, Kaltenbrunn und Schlattan
  - Siedlungen Breitenau und Burgrain
  - Weiler Anzlesau, Hintergraseck, Höfle, Kochelberg, Rieß, Vordergraseck und Wildenau
  - Einöden Angerhütte, Eckbauer, Esterberg, Gamshütte, Gschwandt, Knorrhütte, Meilerhütte, Mittergraseck, Oberreintal, Petersbad, Reinthal, Sankt Anton, Schachen, Schwaigwang, Streichla, Wank und Wettersteinalpe
  - Unterkunftshäuser Münchner Haus und Schneefernerhaus
  - Sonstige Orte Kainzenbad und Sonnenbichl

- Die Gemeinde Grainau mit 5 Gemeindeteilen:
  - Pfarrdorf Obergrainau
  - Kirchdörfer Hammersbach und Untergrainau
  - Dorf Schmölz
  - Weiler Eibsee

- Die Gemeinde Großweil mit 7 Gemeindeteilen:
  - Kirchdörfer Großweil, Kleinweil und Zell
  - Weiler Gröben, Pölten und Stern
  - Einöde Gstaig

- Die Gemeinde Krün mit 7 Gemeindeteilen:
  - Pfarrdorf Krün
  - Dörfer Barmsee, Elmau, Gerold und Klais
  - Einöde Plattele
  - Schloss Kranzbach

- Der Markt Mittenwald mit 12 Gemeindeteilen:
  - Hauptort Mittenwald
  - Dorf Am Quicken
  - Siedlung Am Schmalensee
  - Weiler Am Brunnstein, Am Horn, Beim Gerber, Buckelwiesen und Lautersee
  - Einöden Am Ferchensee, Am Gletscherschliff, Am Seinsbach und Wildensee

- Der Markt Murnau a.Staffelsee mit 12 Gemeindeteilen:
  - Hauptort Murnau am Staffelsee
  - Kirchdörfer Froschhausen, Hechendorf und Weindorf
  - Dorf Egling
  - Siedlungen Oberried und Westried
  - Weiler Achrain, Hermannswiese, Mühlhabing und Ramsach
  - Schloss Neuegling

- Die Gemeinde Oberammergau mit 2 Gemeindeteilen:
  - Pfarrdorf Oberammergau
  - Dorf Sankt Gregor

- Die Gemeinde Oberau mit 2 Gemeindeteilen:
  - Pfarrdorf Oberau
  - Einöde Buchwies

- Die Gemeinde Ohlstadt mit 7 Gemeindeteilen:
  - Pfarrdorf Ohlstadt
  - Dorf Schwaiganger
  - Siedlung Buchenried
  - Weiler Weichs
  - Gut Bartlmämühle
  - Einöden Kleinaschau und Pömetsried

- Die Gemeinde Riegsee mit 9 Gemeindeteilen:
  - Pfarrdorf Aidling
  - Kirchdörfer Hagen und Riegsee
  - Weiler Leibersberg, Lothdorf, Mühlhagen und Perlach
  - Einöden Guglhör und Höhlmühle

- Die Gemeinde Saulgrub mit 6 Gemeindeteilen:
  - Pfarrdorf Altenau
  - Kirchdorf Saulgrub
  - Dorf Wurmansau
  - Weiler Achele
  - Einöden Saulgrubmühle und Unternogg

- Die Gemeinde Schwaigen mit 6 Gemeindeteilen:
  - Dorf Grafenaschau
  - Weiler Apfelbichel, Plaicken und Vorderbraunau
  - Einöden Fuchsloch und Hinterbraunau

- Die Gemeinde Seehausen a.Staffelsee mit 5 Gemeindeteilen:
  - Pfarrdorf Seehausen am Staffelsee
  - Kirchdörfer Rieden und Riedhausen
  - Weiler Seeleiten
  - Einöde Wörth (Insel i.Staffelsee)

- Die Gemeinde Spatzenhausen mit 3 Gemeindeteilen:
  - Pfarrdorf Spatzenhausen
  - Kirchdörfer Hofheim und Waltersberg

- Die Gemeinde Uffing a.Staffelsee mit 21 Gemeindeteilen:
  - Pfarrdorf Uffing am Staffelsee
  - Kirchdorf Schöffau
  - Dorf Kalkofen
  - Weiler Filzbauer, Harberg, Hechenrain, Luketsried, Saliter, Sallach und Völlenbach
  - Einöden Brand, Buch, Grub, Guggenberg, Höldern, Kirnberg, Obernach, Schachmoos, Spindler, Streicher und Tafertshofen

- Die Gemeinde Unterammergau mit 3 Gemeindeteilen:
  - Pfarrdorf Unterammergau
  - Weiler Scherenau
  - Einöde Kappel

- Die Gemeinde Wallgau mit 2 Gemeindeteilen:
  - Pfarrdorf Wallgau
  - Weiler Obernach

## Alphabetische Liste
In Fettschrift erscheinen die Orte, die namengebend für die Gemeinde sind.

### A
- Achele zu Saulgrub
- Achrain zu Murnau a.Staffelsee
- Aidling zu Riegsee
- Altenau zu Saulgrub
- Am Brunnstein zu Mittenwald
- Am Ferchensee zu Mittenwald
- Am Gletscherschliff zu Mittenwald
- Am Horn zu Mittenwald
- Am Quicken zu Mittenwald
- Am Schmalensee zu Mittenwald
- Am Seinsbach zu Mittenwald
- Angerhütte zu Garmisch-Partenkirchen
- Anzlesau zu Garmisch-Partenkirchen
- Apfelbichel zu Schwaigen

### B
- Bad Bayersoien
- Bad Kohlgrub
- Barmsee zu Krün
- Bartlmämühle zu Ohlstadt
- Beim Gerber zu Mittenwald
- Brand zu Uffing a.Staffelsee
- Breitenau zu Garmisch-Partenkirchen
- Buch zu Uffing a.Staffelsee
- Buchenried zu Ohlstadt
- Buchwies zu Oberau
- Buckelwiesen zu Mittenwald
- Burgrain zu Garmisch-Partenkirchen

### D
- Dickelschwaig zu Ettal

### E
- Echelsbach zu Bad Bayersoien
- Eckbauer zu Garmisch-Partenkirchen
- Egling zu Murnau a.Staffelsee
- Eibsee zu Grainau
- Elmau zu Krün
- Eschenlohe
- Esterberg zu Garmisch-Partenkirchen
- Ettal

### F
- Farchant
- Filzbauer zu Uffing a.Staffelsee
- Findenau zu Bad Bayersoien
- Froschhausen zu Murnau a.Staffelsee
- Fuchsloch zu Schwaigen

### G
- Gagers zu Bad Kohlgrub
- Gamshütte zu Garmisch-Partenkirchen
- Garmisch-Partenkirchen
- Gerold zu Krün
- Grafenaschau zu Schwaigen
- Graswang zu Ettal
- Griesen zu Garmisch-Partenkirchen
- Gröben zu Großweil
- Großenast zu Bad Kohlgrub
- Großweil
- Grub zu Bad Kohlgrub
- Grub zu Uffing a.Staffelsee
- Grundbauer zu Bad Bayersoien
- Gschwendt zu Garmisch-Partenkirchen
- Gschwendt zu Bad Bayersoien
- Gstaig zu Großweil
- Guggenberg zu Bad Kohlgrub
- Guggenberg zu Uffing a.Staffelsee
- Guglhör zu Riegsee

### H
- Hagen zu Riegsee
- Hammersbach zu Grainau
- Harberg zu Uffing a.Staffelsee
- Hechendorf zu Murnau a.Staffelsee
- Hechenrain zu Uffing a.Staffelsee
- Hermannswiese zu Murnau a.Staffelsee
- Hinterbraunau zu Schwaigen
- Hintergraseck zu Garmisch-Partenkirchen
- Hinterkehr zu Bad Kohlgrub
- Hofheim zu Spatzenhausen
- Höfle zu Garmisch-Partenkirchen
- Höhlmühle zu Riegsee
- Höldern zu Uffing a.Staffelsee
- Höllenstein zu Eschenlohe

### J
- Jägerhaus zu Bad Kohlgrub

### K
- Kainzenbad zu Garmisch-Partenkirchen
- Kalkofen zu Uffing a.Staffelsee
- Kaltenbrunn zu Garmisch-Partenkirchen
- Kappel zu Unterammergau
- Kirmesau zu Bad Bayersoien
- Kirnberg zu Uffing a.Staffelsee
- Klais zu Krün
- Kleinaschau zu Ohlstadt
- Kleinweil zu Großweil
- Knorrhütte zu Garmisch-Partenkirchen
- Kochelberg zu Garmisch-Partenkirchen
- Kraggenau zu Bad Kohlgrub
- Kranzbach zu Krün
- Krün

### L
- Lautersee zu Mittenwald
- Leibersberg zu Riegsee
- Lettigenbichl zu Bad Bayersoien
- Linden zu Bad Kohlgrub
- Linderhof zu Ettal
- Lothdorf zu Riegsee
- Luketsried zu Uffing a.Staffelsee

### M
- Meilerhütte zu Garmisch-Partenkirchen
- Mittenwald
- Mittergraseck zu Garmisch-Partenkirchen
- Mühldörfl zu Farchant
- Mühlhabing zu Murnau a.Staffelsee
- Mühlhagen zu Riegsee
- Münchner Haus zu Garmisch-Partenkirchen
- Murnau a.Staffelsee

### N
- Neuegling zu Murnau a.Staffelsee

### O
- Oberammergau
- Oberau
- Obergrainau zu Grainau
- Obernach zu Uffing a.Staffelsee
- Obernach zu Wallgau
- Obernau zu Bad Kohlgrub
- Oberreintal zu Garmisch-Partenkirchen
- Oberried zu Murnau a.Staffelsee
- Ohlstadt

### P
- Perlach zu Riegsee
- Petersbad zu Garmisch-Partenkirchen
- Plaicken zu Schwaigen
- Plattele zu Krün
- Pölten zu Großweil
- Pömetsried zu Ohlstadt

### R
- Rahm zu Ettal
- Ramsach zu Murnau a.Staffelsee
- Reinthal zu Garmisch-Partenkirchen
- Rieden zu Seehausen a.Staffelsee
- Riedhausen zu Seehausen a.Staffelsee
- Riegsee
- Rieß zu Garmisch-Partenkirchen
- Rochusfeld zu Bad Kohlgrub

### S
- Saliter zu Uffing a.Staffelsee
- Sallach zu Uffing a.Staffelsee
- Sankt Anton zu Garmisch-Partenkirchen
- Sankt Gregor zu Oberammergau
- Saulgrub
- Saulgrubmühle zu Saulgrub
- Schachen zu Garmisch-Partenkirchen
- Schachmoos zu Uffing a.Staffelsee
- Scherenau zu Unterammergau
- Schlattan zu Garmisch-Partenkirchen
- Schmölz zu Grainau
- Schneefernerhaus zu Garmisch-Partenkirchen
- Schöffau zu Uffing a.Staffelsee
- Schönau zu Bad Kohlgrub
- Schwaiganger zu Ohlstadt
- Schwaigwang zu Garmisch-Partenkirchen
- Seehausen a.Staffelsee
- Seeleiten zu Seehausen a.Staffelsee
- Sommerhof zu Bad Bayersoien
- Sonnen zu Bad Kohlgrub
- Sonnenbichl zu Garmisch-Partenkirchen
- Spatzenhausen
- Spindler zu Uffing a.Staffelsee
- Sprittelsberg zu Bad Kohlgrub
- Steigrain zu Bad Kohlgrub
- Stern zu Großweil
- Streicher zu Uffing a.Staffelsee
- Streichla zu Garmisch-Partenkirchen

### T
- Tafertshofen zu Uffing a.Staffelsee

### U
- Uffing a.Staffelsee
- Unterammergau
- Untergrainau zu Grainau
- Unternogg zu Saulgrub

### V
- Völlenbach zu Uffing a.Staffelsee
- Vorderbraunau zu Schwaigen
- Vordergraseck zu Garmisch-Partenkirchen
- Vorderkehr zu Bad Kohlgrub

### W
- Wäldle zu Bad Kohlgrub
- Wallgau
- Waltersberg zu Spatzenhausen
- Wamberg zu Garmisch-Partenkirchen
- Wank zu Garmisch-Partenkirchen
- Weghaus zu Eschenlohe
- Weichs zu Ohlstadt
- Weindorf zu Murnau a.Staffelsee
- Wengen zu Eschenlohe
- Wengwies zu Eschenlohe
- Westried zu Murnau a.Staffelsee
- Wettersteinalpe zu Garmisch-Partenkirchen
- Wildenau zu Garmisch-Partenkirchen
- Wildensee zu Mittenwald
- Windegg zu Bad Kohlgrub
- Wörth zu Seehausen a.Staffelsee
- Wurmansau zu Saulgrub

### Z
- Zell zu Großweil

| ↑ Zurück zum Inhaltsverzeichnis |